# Offizierschule der Luftwaffe

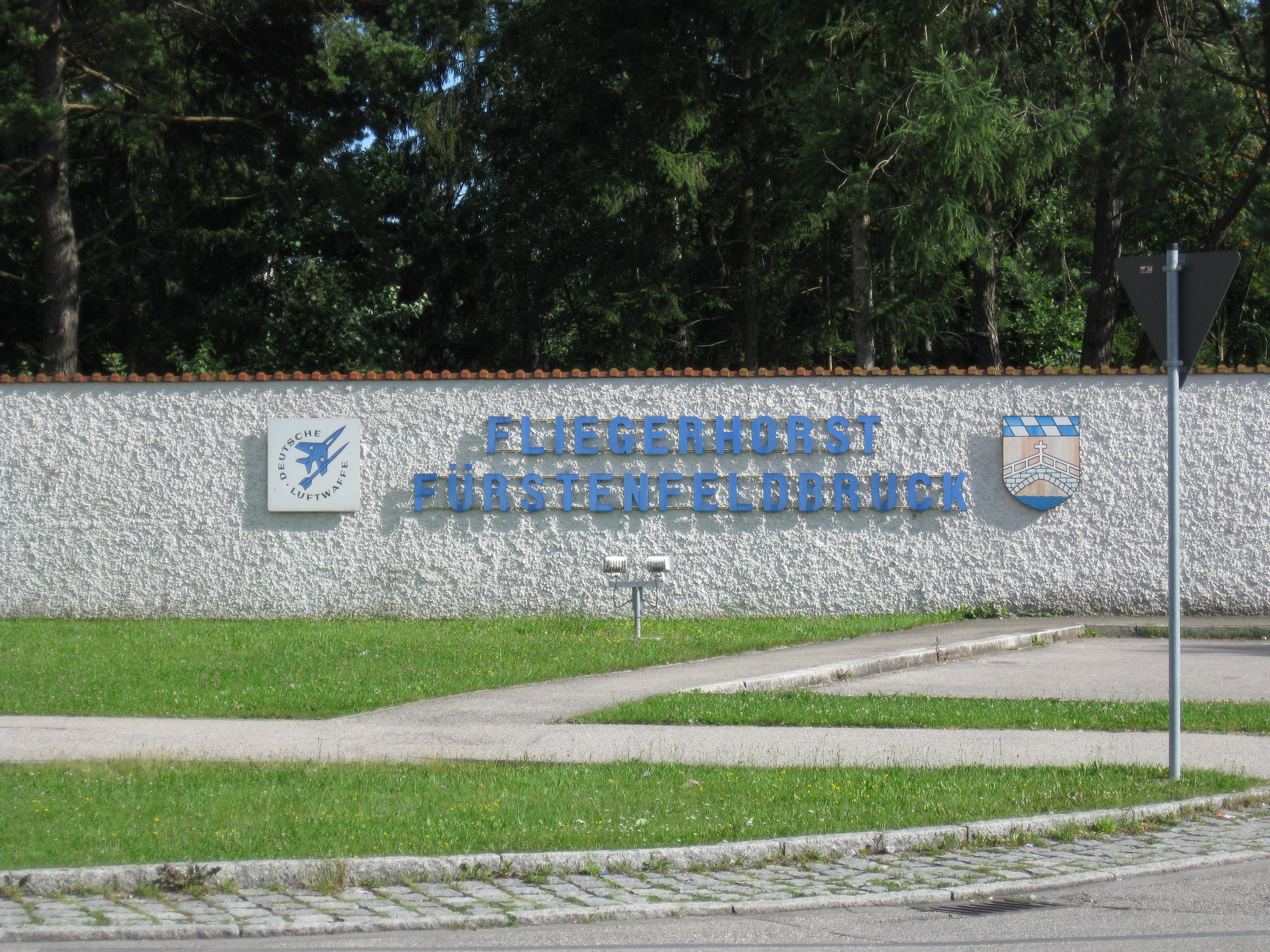
Kaserneneingangsbereich der Offizierschule der Luftwaffe auf dem Fliegerhorst Fürstenfeldbruck (2009)

Die Offizierschule der Luftwaffe (OSLw) in der Garnisonsstadt Fürstenfeldbruck bei München ist die zentrale Ausbildungsstätte für Offiziere sowie Offizieranwärter der deutschen Luftwaffe und untersteht dem Luftwaffentruppenkommando. Neben der Offizierausbildung dient die durch einen Brigadegeneral geführte Schule der Fort- und Weiterbildung. Die 1956 gegründete Offizierschule ist auf dem Kasernengelände des Fliegerhorstes Fürstenfeldbruck, einem ehemaligen Militärflugplatz, im „Blauen Palais“ untergebracht, welches zeitweise als eine der modernsten Einrichtungen aller Luftstreitkräfte der NATO-Mitglieder galt. Im Jahre 2005 wurde der Schule das Fahnenband des Freistaates Bayern verliehen. Im Rahmen der Neuausrichtung der Bundeswehr ist vorgesehen, die Liegenschaft an die Bundesanstalt für Immobilienaufgaben zurückzugeben. Aufgrund von Verzögerungen bei den Baumaßnahmen an den neuen Standorten der bislang im Fliegerhorst untergebrachten Dienststellen, wird die Rückgabe voraussichtlich nicht vor 2030 erfolgen. Die OSLw wird ab Juni 2025 den Lehrbetrieb in Roth bei Nürnberg aufnehmen, wo am 29. Juni 2017 der erste Spatenstich für den dortigen Neubau erfolgte. Der komplette Ausbildungs- und Lehrbetrieb wird ab 25. September 2025 in Roth stattfinden.

## Geschichte

### Standorte

#### Faßberg (1956–1958)

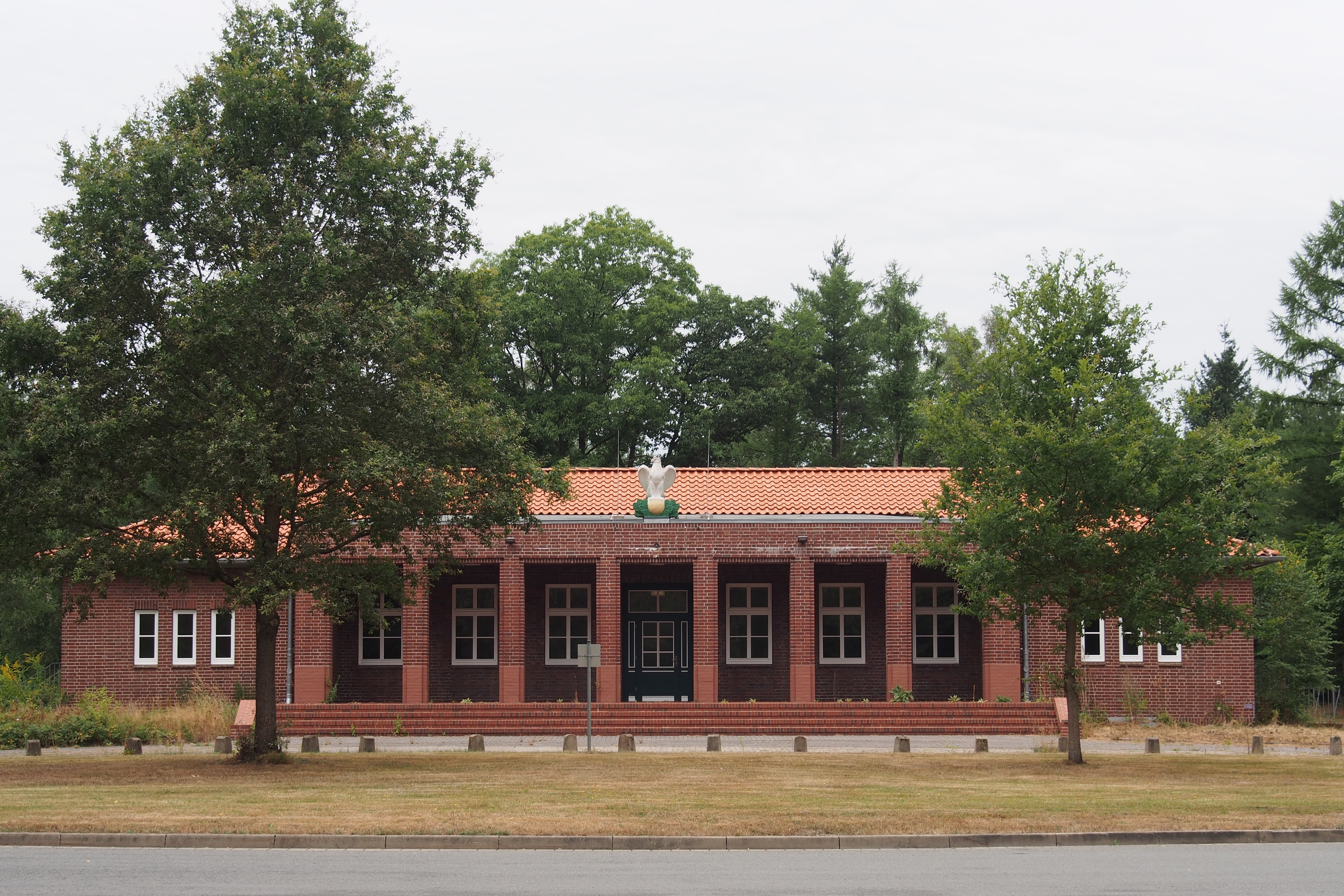
Ehemaliger Haupteingang zum Fliegerhorst Faßberg (2013)

Im Jahre 1955 wurde die Bundeswehr im Zuge der Wiederbewaffnung und Westintegration mit den Teilstreitkräften Heer, Luftwaffe und Marine aufgestellt. Die „Ausbildungsweisung Nr. 4“ der durch Generalleutnant Josef Kammhuber geleiteten Abteilung VI (Luftwaffe) des Bundesministeriums der Verteidigung (BMVg) in Bonn vom 4. Juli 1956 führte zur Aufstellung/Indienststellung der Offizierschule der Luftwaffe (OSLw). Der notwendige „Luftwaffenaufstellungsbefehl Nr. 25“ folgte am 21. August 1956, sodass der 1. Offizieranwärterlehrgang zum 1. Oktober 1956 mit 241 Lehrgangsteilnehmern beginnen konnte. Die OSLw, deren erster Kommandeur Oberst Rudolf Löytved-Hardegg wurde, wurde zunächst dem Kommando der Schulen der Luftwaffe (KdSLw) in Fürstenfeldbruck unterstellt.
Von 1956 bis 1958 fand die Ausbildung der Offizieranwärter auf dem zum 15. September 1956 bezogenen niedersächsischen Fliegerhorst Faßberg statt. Dabei stand schon zu Beginn fest, dass dieser Standort nur als Provisorium zu betrachten war. Zeitweise war der zu dieser Zeit französische Fliegerhorst Mainz-Finthen (später von der United States Army übernommen) als Standort im Gespräch, Anfang 1957 verlegten Teile dorthin. Für die Durchführung der Standortverlegungen war zunächst Oberst Dietrich Adolf Hrabak und als dessen Nachfolger (ab 1957) Brigadegeneral Johannes Trautloft zuständig. Ende 1957 wurde die Technische Schule der Luftwaffe 3 (TSLw 3) in Faßberg als Lehrgang C der OSLw aufgestellt, um darin Technische Offiziere ausbilden zu können. Im darauffolgenden Jahr wurde die TSLw 3 nach Neubiberg verlegt und in Höhere Technische Schule der Luftwaffe umbenannt. Kurz vor der Verlegung begann an der Offiziersschule noch in Faßberg der erste Lehrgang zum Stabsoffizier.

#### Neubiberg (1958–1977)
Im südbayerischen Raum (Neubiberg, Fürstenfeldbruck, Kaufbeuren, Erding und Landsberg am Lech) etablierten sich ab Mitte der 1950er Jahre „wichtige Luftwaffenstandorte“, was insbesondere auf die Hilfe der Amerikaner (siehe Amerikanische Besatzungszone), den Bundesverteidigungsminister Franz Josef Strauß (CSU) und den Inspekteur der Luftwaffe Josef Kammhuber zurückzuführen ist. Die OSLw zog dann selbst zum 1. Oktober 1958 auf das Gelände des Fliegerhorstes Neubiberg bei München um. Neben dem großen Offizieranwärterlehrgang kam nun auch ein Reserveoffizieranwärterlehrgang hinzu, der 1958 erstmals 177 Teilnehmer fasste. Ab 1962 stand ein neues Schulgebäude zur Verfügung. 1969 wurde in der Bundeswehr die Laufbahn der Offiziere des militärfachlichen Dienstes eingeführt; Generalinspekteur General Ulrich de Maizière ernannte die ersten 170 Unteroffiziere mit Portepee zu Fachoffizieren der Bundeswehr in Neubiberg. Die Neubiberger Infrastruktur wurde 1973 für den Aufbau der Hochschule der Bundeswehr (heute Universität der Bundeswehr München) benötigt und die OSLw unter Brigadegeneral Wolfgang Kessler zog 1977 ein weiteres Mal um.

#### Fürstenfeldbruck (seit 1977)

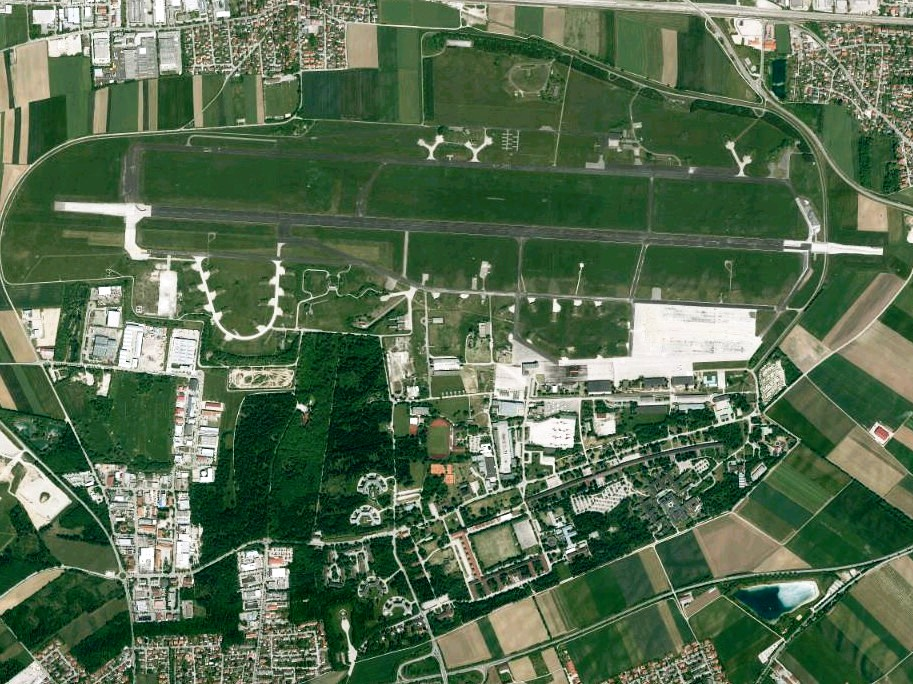
Luftaufnahme des Fliegerhorstes Fürstenfeldbruck (Bayerische Vermessungsverwaltung 2012)

Die Offizierschule verlegte auf den, von 1978 bis 1994 vom Jagdbombergeschwader 49 und danach bis 1997 von der Fluglehrgruppe genutzten, Fliegerhorst Fürstenfeldbruck, der als „Wiege der Luftwaffe“ gilt, in die bayerische Garnisonsstadt Fürstenfeldbruck bei München. Dort wurde der Lehrbetrieb im Sommer 1977 aufgenommen. In Fürstenfeldbruck war bereits Jahre zuvor das Offizieranwärterbataillon zu Hause, welches dann ins fränkische Roth umzog. Mit der Wende 1990 erhielten Luftwaffenoffiziere der Nationalen Volksarmee (NVA) ihre Vorlaufsausbildung (u. a. in Innerer Führung) an der OSLw. Diese integrative Ausbildung, an der anfangs 280 Offiziere teilnahmen, hielt dann bis 1994 an. 1996 wurden erstmals Frauen als Offizieranwärter des Sanitätsdienstes an der OSLw ausgebildet. 2001 folgten dann Frauen in Laufbahnen außerhalb des Sanitätsdienstes. Im Jahre 2014 wurden erstmals aus organisatorischen Gründen zwei Offizierlehrgänge zur gleichen Zeit verabschiedet.
Im Rahmen der durch die Verteidigungsminister zu Guttenberg und de Maiziere veranlassten Neuausrichtung der Bundeswehr wird die Offizierschule nach Roth bei Nürnberg in die Otto-Lilienthal-Kaserne verlegt und der Standort Fürstenfeldbruck mit über 1.200 Dienstposten aufgegeben. Eine als Alternative im Raum stehende Sanierung der Gebäude in Fürstenfeldbruck wurde im Herbst 2011 als zu teuer verworfen. Im Juni 2012 wurde bekannt, dass der Umzug der Offiziersschule wegen notwendiger Bauarbeiten voraussichtlich erst 2019 erfolgen könne; später wurde der voraussichtliche Verlegetermin auf 2020 bzw. 2021 korrigiert. Nachdem der Umzug auch nach 2021 mehrfach verschoben wurde, hält man seit 2024 an dem Umzugstermin im September 2025 fest. Der Neubau im mittelfränkischen Roth nähert sich seiner Fertigstellung. Der gesamte Bundeswehrabzug vom Brucker Fliegerhorst soll indessen nicht vor 2030 abgeschlossen sein. Im Jahresbericht 2016 des Wehrbeauftragten des Deutschen Bundestags, der 2017 erschien, wurde an der „Sinnhaftigkeit des Einsatzes der Mittel“ gezweifelt. Zum einen sei der gegenwärtige Standort wohl identitätsstiftend, zum anderen koste die Verlegung nach Angaben des Bundesministeriums der Verteidigung rund 144 Millionen Euro. Der Wehrbeauftragte regte daher die „Modernisierung und Herrichtung“ an. Zur Klärung auch der Infrastruktur in Roth sollte eine Kosten-Nutzen-Analyse durchgeführt werden.

### Öffentlichkeit und Weiterbildung

#### Gäste und Vortragende
Aktive und ehemalige deutsche Spitzenpolitiker wie Bundesjustizminister Hans-Jochen Vogel, Ministerpräsident Franz Josef Strauß, Bundesverteidigungsminister Manfred Wörner und Bundesjustizminister a. D. Rupert Scholz waren zu Gast an der OSLw. Militärdelegationen kamen u. a. aus Nigeria, Bulgarien, Jordanien, Kenia, Thailand, China, Pakistan, der Sowjetunion, den Philippinen und den USA angereist. Die OSLw empfing im Laufe der Zeit bekannte Vortragende wie den Physiker, Friedensforscher und Philosophen Carl Friedrich von Weizsäcker, den einstigen Generalinspekteur der Bundeswehr General a. D. Ulrich de Maizière, den einstigen KFOR-Kommandeur General a. D. Klaus Reinhardt und Bundesaußenminister a. D. Joschka Fischer. Auch der einstige Inspekteur der Luftwaffe General a. D. Johannes Steinhoff und der Generalinspekteur General Klaus Naumann besuchten die Einrichtung. Anlässlich „10 Jahre Armee der Einheit“ fand eine Podiumsdiskussion u. a. mit dem Generalsekretär der CSU Thomas Goppel statt.

#### Ausstellungen
Verschiedene Künstlerische, vor allem aber politisch-historische Ausstellungen wurden in der OSLw auch der Öffentlichkeit gezeigt: So eröffnete 2002 Charlotte Knobloch, Präsidentin der Israelitischen Kultusgemeinde München und Oberbayern, die 1996 begründete Ausstellung „Deutsche Jüdische Soldaten – Von der Epoche der Emanzipation bis zum Zeitalter der Weltkriege“ des Militärgeschichtlichen Forschungsamtes. In den folgenden Jahren wurde die Ausstellung wiederholt über einen längeren Zeitraum an der OSLw gezeigt. 2002 waren auch die Wanderausstellungen „Aufstand des Gewissens“ des Militärgeschichtlichen Forschungsamtes, „Demokratie ist verletzlich – Rechtsextremismus in Deutschland“ des Bundesamtes für Verfassungsschutz (BfV) und „Mauern, Gitter, Stacheldraht“ der Union der Opferverbände Kommunistischer Gewaltherrschaft (UOKG) zu sehen.
Im Jahre 2010 wurde an der Offiziersschule die „Wehrgeschichtliche Lehrsammlung“ eröffnet.

#### Dienstliche Veranstaltungen zur Information
Die OSLw empfängt regelmäßig Politiker und Führungskräfte aus der Wirtschaft zu „Dienstlichen Veranstaltung zur Information“.

### Wissenschaftliche Konferenzen
Wiederholt fanden Tagungen, Konferenzen usw. an der Offiziersschule statt. So wurde 1989 die Sitzung des Fachausschusses Anthropotechnik der Deutschen Gesellschaft für Luft- und Raumfahrt abgehalten. Im Jahr 1998 wurde ein „Militärischwissenschaftliches Colloquium“ durch die Clausewitz-Gesellschaft ausgerichtet. Später, 2006, fand hier die Jahrestagung des Wissenschaftlichen Forums für Internationale Sicherheit an der Führungsakademie der Bundeswehr in Hamburg statt.

## Struktur und Organisation

### Ehemalige Unterstellungen
- Luftwaffenstruktur 1958: Kommando der Schulen in Fürstenfeldbruck[56]
- Luftwaffenstruktur 1964: Luftwaffenamt in Wahn – Inspektion Erziehungs- und Bildungswesen[57]
- Luftwaffenstruktur 1970: Luftwaffenausbildungskommando in Köln[58]
- Luftwaffenstruktur 4 (1994): Luftwaffenamt in Köln[59]
- Luftwaffenstruktur 5 (2004): Luftwaffenausbildungskommando in Köln[60]
- Luftwaffenstruktur 6 (2010): Luftwaffenausbildungskommando in Köln[61]
- Luftwaffenstruktur (2012): Kommando Unterstützungsverbände Luftwaffe in Köln[62]

### Gliederung
Die Offizierschule der Luftwaffe wird durch einen Kommandeur im Range eines Brigadegenerals der Luftwaffe geführt. Der Leiter des Schulstabs, ein Oberst, nimmt zugleich den Posten des stellvertretenden Kommandeurs wahr. Der Kommandeur der OSLw wird bei der Führung der Schule durch die Stabsgruppe unterstützt, deren Offiziere, wie die Lehrgruppenkommandeure, ihm unmittelbar unterstellt sind. Dem Leiter des Schulstabes, der die Stabsarbeit koordiniert, ist die Luftwaffenunterstützungskompanie Fürstenfeldbruck (LwUstgKp FFB) mit dem Lehrzug unterstellt, die Aufgaben für alle am Standort Fürstenfeldbruck stationierten Dienststellen wahrnimmt. Es gibt überdies einen Standortpfarrer und einen Personalrat. Die Gliederung umfasst weiterhin die Rechtslehrer und das Controlling sowie jeweils einen Verbindungsoffizier aus den Vereinigten Staaten und Frankreich und einen Austauschoffizier aus Spanien.
Die OSLw gliedert sich derzeit in zwei Lehrgruppen:
- I. Lehrgruppe mit der 1.–5. Inspektion
- II. Lehrgruppe mit der 6.–8. Inspektion sowie das Ausbildungszentrum abbildende Aufklärung Luftwaffe (AZAALw)

Von 1985 bis 1992 war die Sportfördergruppe (SpFördGrp) der Offiziersschule zugeordnet. Die Lehrgruppe Ausbildung (LehrGrpAusb) war von 2007 bis 2014 existent. 2013 wurde die Ausbildungsunterstützungsgruppe (AusbUstgGrp) aufgestellt. Weiterhin gehört die Lehrmittelwerkstatt der Luftwaffe (LmWLw) zur Liegenschaft, die 1957 aufgestellt wurde und bis 1985 Lehrmittelwerkstätten der Luftwaffe hieß.

### Kommandeure
Seit 2025 ist Brigadegeneral Gero von Fritschen Kommandeur der Offizierschule der Luftwaffe.

### Wappen
Unterschiedliche Wappen repräsentierten die OSLw: Anfangs war es ein blaues Schild mit gelbem Rand. Auf dem Schild war über einem geöffneten Buch ein weißer Adler abgebildet, der mit seinem Schnabel ein Schwert trug. Ein Wettbewerb ermöglichte 1962 die durch den Schulkommandeur Brigadegeneral Willi Wagenknecht abgesegnete Einführung eines neuen Wappens. Auf diesem sind drei stilisierte unterschiedlich große Adler zu sehen. Nach einem weiteren Wettbewerb 1977 wurde das Signet geringfügig angepasst. Dahinter steht der (Aus-)Bildungs- und Erziehungsauftrag der OSLw. Das Offizieranwärterbataillon trägt seit 1960 sein eigenes Wappen.

### Wahlspruch
Der Wahlspruch der Offiziersschule ist seit 1987 „Ich will“; insgesamt 15 Leitsätze für die angehenden Offiziere finden sich in den Hörsälen. Nach Einschätzung von Bernd Pichler (GSBA Zurich) verberge sich hinter der Paraphrase die Erkenntnis, dass Erfolg „ohne den unbändigen Willen der Führung und der Geführten […] nicht erreichbar“ sei.

## Schulinfrastruktur in Fürstenfeldbruck

### „Blaues Palais“

#### Bauauftrag des Bundes
Im Jahr 1973 bewilligte das Bundesministerium der Verteidigung den Bau eines Gebäudekomplexes in Fürstenfeldbruck. Die Oberfinanzdirektion München war verantwortlich für das Bauvorhaben, das 1974 genehmigt wurde. Der Münchner Architekt Kurt Ackermann entwarf das heute als Blaues Palais bekannte Schulgebäude, welches den bereits vorhandenen „Kilometerbau“ aus den 1930er Jahren ergänzen sollte. Am 25. April 1975 erfolgte die Grundsteinlegung, fortan waren das Finanzbauamt München II und das Architekturbüro „Ackermann und Partner“ involviert. Der Bau mit Lehr- und Unterkunftsbereich für etwa 1.100 Lehrgangsteilnehmer, an dem ca. 120 – darunter viele Firmen aus der Region – Unternehmen mitwirkten, kostete etwa 100 Millionen D-Mark. Die Landschaftsarchitektur übernahm Günther Grzimek. Im Jahre 1977 wurde der Betrieb aufgenommen.
Die Einrichtung galt damals als die modernste Offizierschule in der Bundesrepublik und zugleich als die bzw. eine auf dem neuesten Stand aller NATO-Luftstreitkräfte befindlichen. Wenige Jahre später, 1981, erhielt Ackermann für die OSLw die BDA-Preis Bayern / Anerkennung. Der Schulbetrieb am Blauen Palais wird mitunter mit einem britischen College verglichen.

#### Ludger-Hölker-Saal
1977 benannte man im Rahmen einer „Namenspatronage“ das ca. 850 Personen fassende Auditorium maximum („Ludger-Hölker-Saal“) der OSLw nach Oberleutnant Ludger Hölker, der 1964 beim Anflug auf den Fliegerhorst Lechfeld auf dem Lechfeld in Lagerlechfeld den Tod fand. Seit 2006 gehört er zu den vier „Vorbildern“ und offiziellen Traditionsträgern der Luftwaffe.

#### Bibliothek
Die Offizierschule der Luftwaffe beherbergt seit 1956 eine Bibliothek (Fachinformationsstelle), deren Bestand sich auf über 60.000 Medien, hinzu kommen diverse Zeitschriften, beläuft. Die Sammelgebiete sind u. a. Innere- und Menschenführung, Ethik, deutsche Geschichte, Militär-/Kriegsgeschichte, Sicherheitspolitik und Politikwissenschaft. Per Fernleihe können etwa Exemplare aus der Universitätsbibliothek der Universität der Bundeswehr München (UniBwM) in Neubiberg und der Bayerischen Staatsbibliothek in München bestellt werden. Seit 2009 ist sie Mitglied des Landesverbandes Bayern im Deutschen Bibliotheksverband, darüber hinaus gehört sie der Arbeitsgemeinschaft der Parlaments- und Behördenbibliotheken an.

#### Kunst
An der OSLw wurden verschiedene Kunstwerke aufgestellt u. a. das „Astrolabium“ von Blasius Gerg, die „Planetarische Struktur“ von Karl Gerstner, ein Kunstwerk von Tomitaro Nachi, „Umbilly II“ von Panamarenko und ein Kunstobjekt von Herbert Oehm.

### Captain Higgins Gebäude
Ein für die Ausbildung genutztes Gebäude (227) wurde 2000 in „Captain Higgins Gebäude“ (nach dem „Vorbild“ Captain Richard W. Higgins) umbenannt. Es steht symbolisch für die deutsch-amerikanische Freundschaft.

### Sportstätten
Die OSLw verfügt u. a. über eine Sporthalle mit Sportplatz und ein Schwimmbad. Seit 1986 finden in Fürstenfeldbruck abwechselnd mit der Offizierschule des Heeres in Dresden und der Marineschule Mürwik bei Flensburg Sportwettkämpfe statt.

## Ausbildung und Erziehung
Im Unterschied zu anderen Streitkräften bildet die Bundeswehr ihre Offizieranwärter nicht an einer Militärakademie aus, sondern stellt für die drei Teilstreitkräfte bzw. anderen militärischen Organisationsbereiche spezielle Ausbildungseinrichtungen zur Verfügung: Offizierschule des Heeres (OSH) in Dresden, Offizierschule der Luftwaffe (OSLw) in Fürstenfeldbruck, Marineschule Mürwik (MSM) bei Flensburg und Sanitätsakademie der Bundeswehr (SanAkBw) in München. Nachfolgend zur Ausbildung und Erziehung in der OSLw:

### I. Lehrgruppe

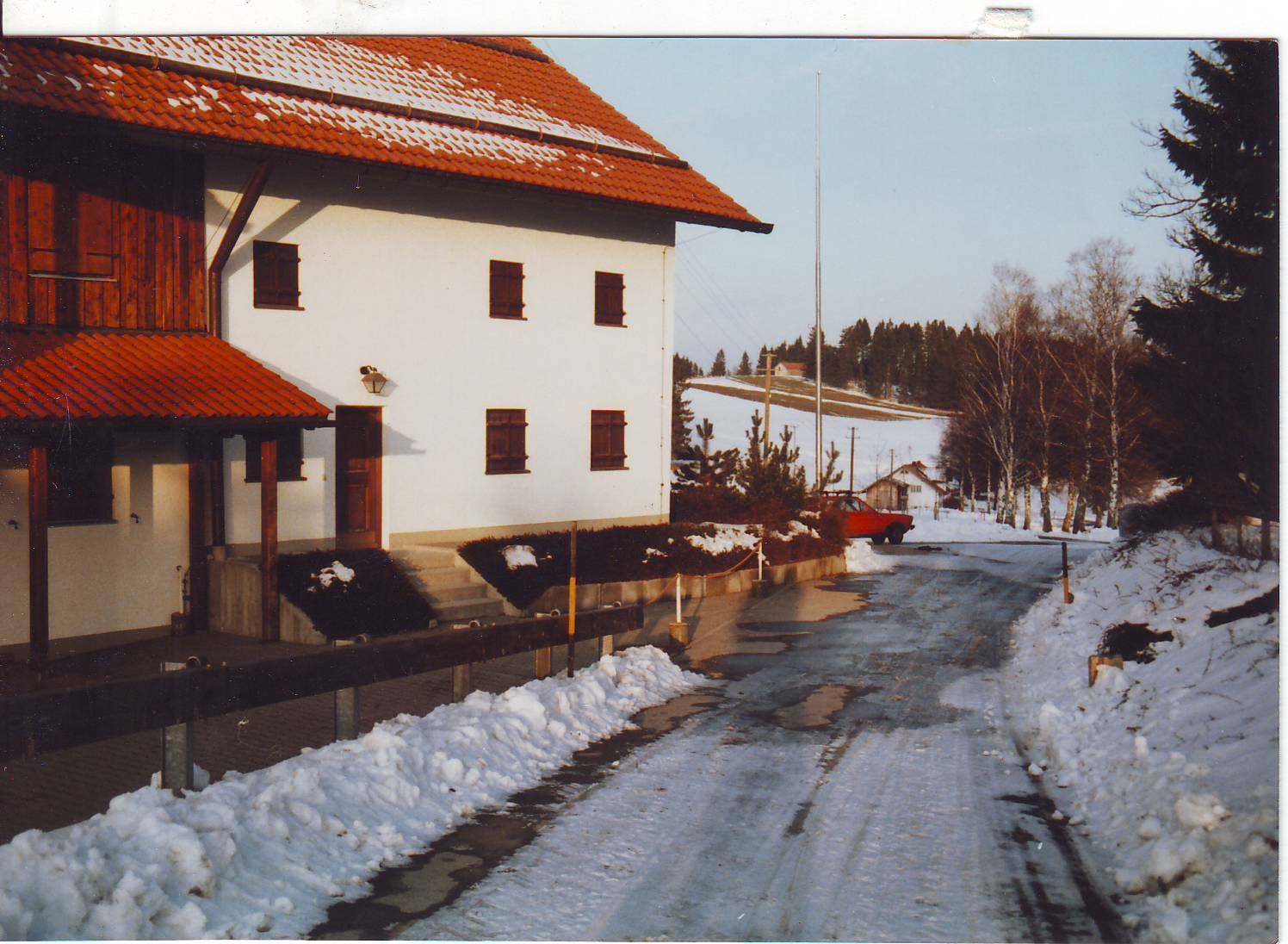
Lehrgang „Überleben Land“ auf dem Sauwaldhof (1995)

In der I. Lehrgruppe der OSLw finden die Offizierlehrgänge für Offizieranwärter des Truppendienstes in der Luftwaffe (OffzLehrgOATrDLw) statt. Sie wird von einem Oberst geführt. Der I. Lehrgruppe gehören vier Inspektionen an, die sich jeweils in vier bis sechs Hörsäle (A bis F) unterteilen. Die Inspektionen selbst haben einen Inspektionschef (InChef), im Dienstgrad Oberstleutnant oder Major. Jeder Hörsaal wird von einem Oberleutnant oder Hauptmann als Hörsaalleiter geführt und hat eine Stärke von ca. 20 Offizieranwärtern. Seit 1996 werden die Lehrgänge überdies durch Mentoren mit „besonderer Lebensleistung“ begleitet.
Die aus der dreimonatigen Allgemeinen Grundausbildung (AGA) Luftwaffe im Luftwaffenausbildungsbataillon (LwAusbBtl) in Germersheim/Roth kommenden Offizieranwärter im Dienstgrad Gefreiter (OA) werden für sieben Monate an der OSLw u. a. in Wehrrecht, Innere Führung, Politische Bildung und Militärgeschichte unterrichtet. Weiterhin erhalten sie eine Ausbildung in Menschenführung, Luftwaffenlehre und Fremdsprachen. Überdies ist ein Sportprogramm integriert. Integraler Bestandteil ist auch die Hindernisbahn sowie die Waffen- und Geländeausbildung, inklusive des einwöchigen Lehrgangs „Überleben Land“. Nach Darstellung des Schulkommandeurs von 1998 liege die regelmäßige Abbrecherquote der Offiziersanwärter zwischen 10 und 15 Prozent.
Nach bestandener Offizierprüfung, die Voraussetzung für die spätere Leutnantsbeförderung ist, gehen die Obergefreiten (OA) mit Trimester-Studium (Truppendienst SaZ 13 / Fliegerischer Dienst SaZ 16) in der Regel für 48 Monate an einer Universität der Bundeswehr (UniBw) nach Hamburg (Helmut-Schmidt-Universität/Universität der Bundeswehr Hamburg) oder München (Universität der Bundeswehr München). Ohne Studium folgt die militärfachliche Ausbildung (ggf. streitkräftegemeinsam) und das Führungstraining (Truppendienst SaZ 13) oder die Fliegerische Vor/Erstausbildung (Fliegerischer Dienst SaZ 16).

### II. Lehrgruppe
In der II. Lehrgruppe finden Ausbildungen zum Offizier, aber auch Fort- und Weiterbildungen statt. Die Lehrgruppe wird von einem Oberst geführt. Hörsaalleiter sind zumeist Hauptleute, teilweise sind auch Oberstleutnante vorgesehen.
 6. Inspektion
Hier finden u. a. der sechswöchige Weiterbildungslehrgang für angehende Kommandeure statt, der breit unterrichtet wird. Neben dem fünfwöchigen Einheitsführerlehrgang wird ein Lehrgang Ausbildungslehre für Lehroffiziere angeboten. Ferner sind Lehrgänge für Presseoffiziere und InfoMeister sowie die Controllingseminare und die Systematische Ausbildungsplanung hier beheimatet.
7. Inspektion
Die 7. Inspektion ist u. a. mit der Ausbildung der zum Beispiel aus der Fachschule der Luftwaffe (FSLw) kommenden Offizieranwärter des Militärfachlichen Dienstes (OffzMilFD) im Rahmen eines 4½-monatigen Lehrgangs betraut, der zweimal im Jahr abgehalten wird. Daneben werden Unteroffiziere des fliegerischen Dienstes und des Flugsicherungskontrolldienstes, die zum OffzMilFD zugelassen wurden, ausgebildet. Diese beginnen ihren Lehrgang einen Monat früher, um die Ausbildungsinhalte des fehlenden Feldwebellehrgangs zu kompensieren und nehmen dann am Lehrgang der OffzMilFD teil. Des Weiteren findet dort der zweiwöchige Militärische Auswahllehrgang (MAL) für Bewerber zum Offizier des Truppendienstes mit Vordienstzeit in der Unteroffizierslaufbahn statt.
Es findet hier auch die Ausbildung zum Reserveoffizier in Wehrübungen in Form von zwei vierwöchigen Offizierlehrgängen statt. Die Ausbildung wird gegenwärtig (2015) umgestellt. Überdies ist es möglich bei einer Verpflichtung als SaZ 2 oder 3 die Ausbildung zum Reserveoffizier im Wehrdienst zu absolvieren, indem man am Offizierlehrgang und der vorgeschalteten Allgemeinen Grundausbildung teilnimmt. Es werden an die angehenden Reserveoffiziere die gleichen Anforderungen wie an die Zeit- und Berufssoldaten gestellt.
Zusätzlich führt die Inspektion seit 2006 die dreimonatige allgemeinmilitärische Basisausbildung der Sanitätsoffizier-Anwärter im Uniformträgerbereich Luftwaffe durch. Danach beginnen die angehenden Offiziere des Sanitätsdienstes ihr Studium.
8. Inspektion
In der 8. Inspektion findet der zehnwöchige Lehrgang Führungstraining für Offiziere des Truppendienstes statt, den jeder Offizier als Abschluss seiner Offizierausbildung, zumeist direkt nach dem Studium besucht. Auch das dreiwöchige Führungstraining für Sanitätsoffiziere und das einmonatige Führungstraining für Reserveoffiziere wird hier durchgeführt.
Ausbildungszentrum für abbildende Aufklärung der Luftwaffe
Das Ausbildungszentrum für abbildende Aufklärung der Luftwaffe (AZAALw) ist die zentrale Ausbildungseinrichtung für den Bereich der abbildenden Aufklärung der Bundeswehr. Lehrgänge werden unter anderem für Luftbildauswerter, Fotografen und Bildgerätetechniker angeboten. Die Ausbildung wird streitkräftegemeinsam, ressortübergreifend und multinational durchgeführt. Die Verlegung des Ausbildungszentrums nach Jagel soll bis spätestens 2026 abgeschlossen sein.[veraltet]  Damit wird die Unterstellung unter die OSLw enden. Zum Ausbildungszentrum gehört eine Lehrsammlung.

## Dozenten

### Wissenschaftliche Gruppe
Von 1966 bis zur Aufstellung der heutigen Universitäten der Bundeswehr 1973 war an der OSLw eine „Wissenschaftliche Gruppe“ angesiedelt. Diese wurde zunächst durch Helmut Ibach im Bundesministerium der Verteidigung konzeptionell vorbereitet und diente dann unter Günter Kirchhoff auch der Schaffung einer „Militärische[n] Betriebswirtschaftslehre“. Sie wurde von mehreren Honorardozenten getragen.

### Militärgeschichte
Zu den Lehrstabsoffizieren und Dozenten für Militärgeschichte gehör(t)en u. a. die Historiker:
- Eberhard Birk, seit 2000 Dozent für Militärgeschichte und Politische Bildung
- Heiner Möllers, von 1996 bis 2000 Dozent für Militärgeschichte
- Peter Andreas Popp, von 2004 bis 2017 Dozent für Militärgeschichte und Politische Bildung
- Harald Potempa, von 1995 bis 1996 Dozent für Militärgeschichte
- Wolfgang Schmidt, von 1989 bis 1995 Dozent für Militärgeschichte
- John Zimmermann, von 2000 bis 2007 Dozent für Militärgeschichte

## Internationale Kooperationen
Seit 1958 ist die Bundesrepublik Deutschland Mitglied im internationalen Fliegerjugendaustauschprogramm International Air Cadet Exchange (IACE), das der internationalen Verständigung und Völkerfreundschaft dienen soll – eine Station ist u. a. die OSLw.
Die OSLw pflegt seit den 1950er Jahren Beziehungen zu ausländischen Offizierschulen und Akademien. Traditionelle Kontakte gebe es nach Thailand, Frankreich, Großbritannien, Italien, Spanien und in die USA. So besteht mit der United States Air Force Academy (USAFA) in Colorado Springs, Colorado ein Austauschprogramm. Dieses ermöglicht jeweils zwei Kadetten bzw. Offizieranwärtern den zweimonatigen Aufenthalt beim NATO-Partner, was insbesondere dem Fremdsprachenerwerb und dem kulturellen Verständnis dienen soll. Auch mit der École de l’air (EA) im südfranzösischen Salon-de-Provence gibt es Beziehungen, der Austausch beinhaltet u. a. einen Springerlehrgang, eine Einführung in die Aeronautik, eine zweiwöchige militärische Vorbereitung in Ancelle (Alpen) und eine mehrtägige Abschlussreise ins Ausland beinhaltet. In der Folge kam es zu weiteren Kontakten u. a. mit dem Royal Air Force College in Cranwell (1968), der Academia General del Aire in San Javier (1979) und der Accademia Aeronautica in Pozzuoli (1995).
Ab den 1990er Jahren wurden die Kontakte nach Ost- und Südosteuropa ausgebaut. Außerdem trat die OSLw der Vereinigung European Air Force Academies (EUAFA) bei. Überdies pflegt die OSLw Beziehungen zur altehrwürdigen Theresianische Militärakademie (TherMilAk) in Wien und integriert ausländische Kadetten aus Nicht-NATO oder EU-Staaten wie Thailand als Lehrgangsteilnehmer.

## Fliegerhorst Fürstenfeldbruck

### Dienststellen
Der Fliegerhorst Fürstenfeldbruck galt bis in die 1990er Jahre hinein als „größter Arbeitgeber“ der Stadt. Es waren am Standort während der Zeit der Offizierschule (ab 1977) u. a. folgende Dienststellen der Luftwaffe bzw. Bundeswehr untergebracht:
- von 1959 bis 2013 das Flugmedizinische Institut der Luftwaffe (FlMedInstLw),
- seit 2013 die Abteilung II des Zentrums für Luft- und Raumfahrtmedizin der Luftwaffe (Nachfolger des FlMedInstLw)
- von 1963 bis 2003 die Schule für Wehrgeophysik (SWGeophys),
- von 1978 bis 1994 das Jagdbombergeschwader 49 (JaboG 49)
- von 1994 bis 1997 die Fluglehrgruppe Fürstenfeldbruck (als Nachfolger des JaboG 49)
- und von 2001 bis 2013 das Kommando 1. Luftwaffendivision (Kdo 1. LwDiv).

Seit 2002 befindet sich auf dem Fliegerhorst der Führungsunterstützungssektor 1 (FüUstgSkt 1).

### Tradition

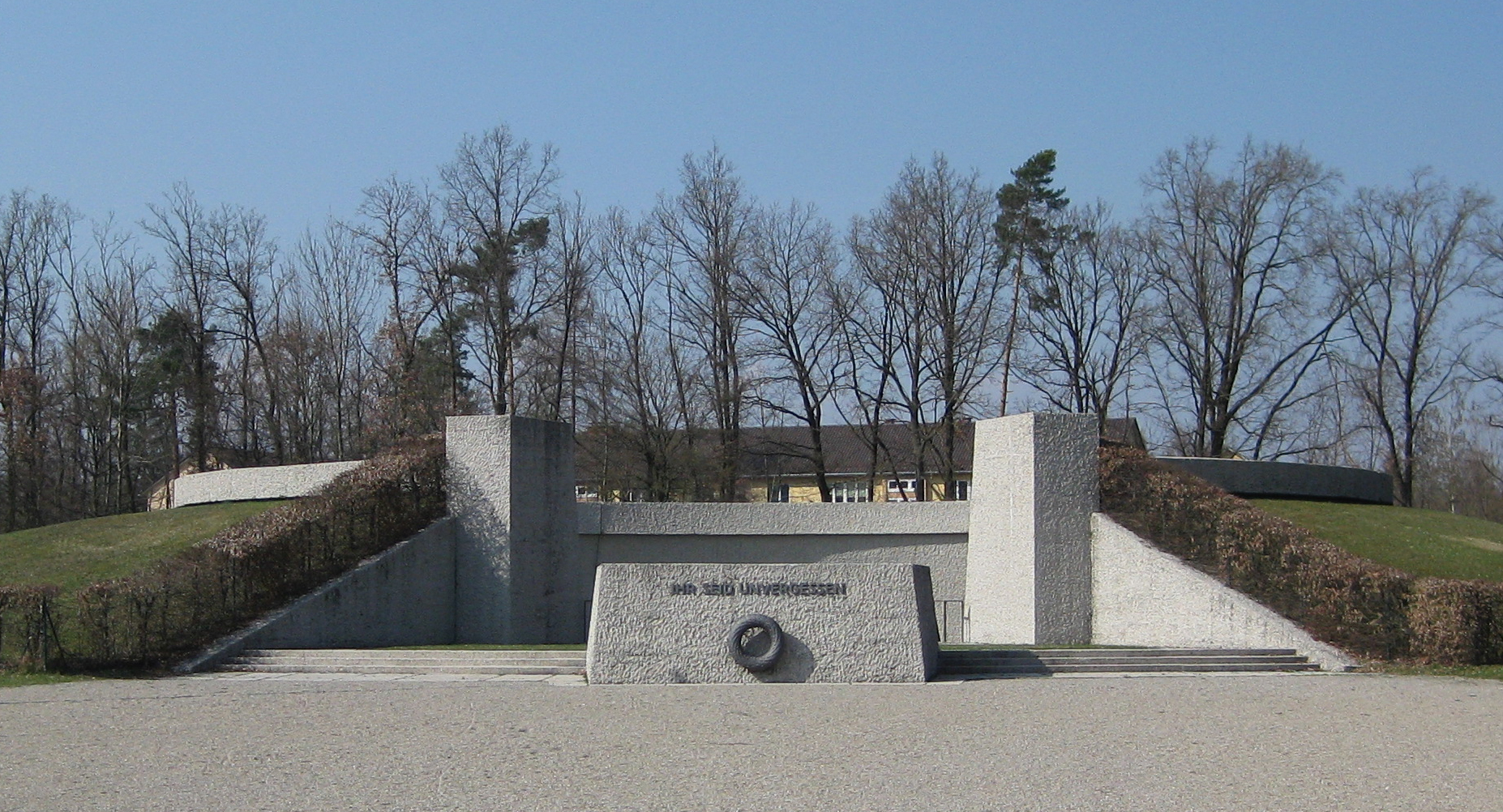
Ehrenmal der Luftwaffe (2012)

Unweit der Offizierschule der Luftwaffe befindet sich das durch den hannoverschen Architekten Ernst Zinsser entworfene und 1966 eingeweihte Ehrenmal der Luftwaffe. Dieses trägt seit 1977 die Inschrift „IHR SEID UNVERGESSEN“. Am Vortag des Volkstrauertags richtet die OSLw mit ihren Offizieranwärtern hier ein offizielles Totengedenken aus. Zum Jahrestag des Kriegsendes findet seit den 1970er Jahren durch den britischen Luftwaffenattaché der (zeitgleich am Battle of Britain Memorial durch den deutschen Luftwaffenattaché) und den Schulkommandeur eine Kranzniederlegung statt. Von 2008 bis 2012 wurden vor dem Denkmal die Vereidigungen und Gelöbnisse der OSLw abgehalten. Die Stadt bekannte sich 2012 dazu, das bisher unter der Obhut der Luftwaffe stehende Denkmal nach 2019 zu übernehmen und zu erhalten.
Auch aufgrund des bisweilen internationalen Ansehens deutscher „Fliegerasse“ wurden, wie ab den 1960er Jahren in der Luftwaffe durchaus üblich, entsprechende Traditionsnamen auf dem noch nicht Schulgelände des Fliegerhorstes gewählt. Spätestens mit dem 2004 vorgelegten Gutachten des Militärgeschichtlichen Forschungsamtes (MGFA) zur Person Mölders und der folgenden Beschlüsse der Politik setzte ein, wenn auch zum Teil mühseliges, Umdenken ein, sodass 2005/06 ausnahmslos, ob problematisch oder nicht, alle Wege auf dem Gelände in „Straße der Luftwaffe“ umbenannt wurden. Dazu gehörte auch eine nach dem französischen Schriftsteller und Piloten Antoine de Saint-Exupéry benannte Straße. Den Protest einzelner Politiker wies die Bundeswehr zurück.
Im Zeitraum 2001/02 erarbeitete eine Arbeitsgruppe an der Offizierschule in Fürstenfeldbruck das neue Leitbild „Team Luftwaffe“, eine gelebte Innere Führung. In diesem Kontext sind auch die bundeswehreigenen, gewachsenen „Vorbilder“ zu sehen, die in den 2000er Jahren teilweise bei Namensgebungen auf dem Schul- bzw. Kasernengelände zum Tragen kamen. Peter Andreas Popp (OSLw) konstatierte, dass an der Schule im Kontext der Inneren Führung stets ein „offene[r] und unverkrampfte[r] Dialog[]“ geführt werde.

### Sonstiges
Das Münchner Architekturbüro „Ackermann und Partner“ wurde 1976 für die Heizzentrale der Offizierschule der Luftwaffe auf dem Fliegerhorst Fürstenfeldbruck mit dem Preis des Deutschen Stahlbaues von bauforumstahl e. V. ausgezeichnet.
Mehrere ausgediente Systeme wurden auf dem Gelände des Fliegerhorstes und der Offizierschule aufgestellt, so finden sich seit 1989 ein einstrahliges Kampfflugzeug vom Typ F-104 G Starfighter und seit 2001 eine Mittelstreckenrakete vom Typ Pershing 1A.
Im Jahre 1999 wurde neben der Hauptwache des Fliegerhorstes ein Denkmal für die Opfer der missglückten Befreiung bei der Geiselnahme von München (während der Olympischen Spiele 1972) eingeweiht.

## Förderverein
Im Jahre 2000 wurde auf Mitinitiative des damaligen Schulkommandeurs Brigadegeneral Johann-Georg Dora die Gneisenau Gesellschaft zur Förderung der OSLw e. V. (GG) gegründet. Sie ist nach dem preußischen Generalfeldmarschall und Heeresreformer August Neidhardt von Gneisenau benannt und dient der Vertiefung ethisch-rechtlicher Aspekte des Offizierberufs, der Auseinandersetzung mit Fragen des Einsatzes, der zeithistorischen Bildung und der Förderung von Kultur- und Sportveranstaltungen. Der Lehrgangsbeste an der Offizierschule wird regelmäßig mit einem „Gneisenau-Pokal“ gewürdigt. Von 2001 bis 2012 erschien die militärhistorisch, sicherheitspolitisch und erzieherisch ausgerichtete Schriftenreihe Gneisenau Blätter (GB), deren redaktionelle Leitung ab 2004 Oberregierungsrat Eberhard Birk, Dozent für Militärgeschichte und Politische Bildung an der OSLw, oblag.
Der Förderverein wurde am 30. April 2014 aus dem Vereinsregister gelöscht.

## Auszeichnungen
Der Bayerische Ministerpräsident Edmund Stoiber verlieh während der Feierlichkeiten zu „50 Jahre Bundeswehr in Bayern“ (2005) der Offizierschule im Hofgarten der Münchner Residenz das Fahnenband des Freistaates Bayern für die Truppenfahne der OSLw.
2013 wurde der Offizierschule für ihr soziales Engagement die Ehrenmedaille in Bronze des Bundeswehr-Sozialwerks verliehen.
Wiederholt erhielten Offiziersanwärter der OSLw für ihre besonderen Leistungen Ehrenpreise der italienischen und spanischen Luftwaffe.

## Absolventen
Unter den Absolventen der Offizierschule der Luftwaffe sind hochrangige Luftwaffenoffiziere der Bundeswehr (siehe auch Liste der Generale der Luftwaffe der Bundeswehr). Neben späteren Inspekteuren der Teilstreitkraft sind vor allem folgende Generale der Luftwaffe zu nennen: Gerhard W. Back und Eberhard Eimler sowie Harald Kujat, zuletzt Generalinspekteur der Bundeswehr und Vorsitzender des NATO-Militärausschusses. Zur bemannten Raumfahrt trugen die ehemaligen Offizieranwärter Thomas Reiter und Klaus-Dietrich Flade bei. Reserveoffiziere der Luftwaffe sind in Politik, Gesellschaft und Wirtschaft vertreten; zu den Absolventen gehören u. a. die Politiker Falko Droßmann, Gregor Golland und Johannes Arlt, der Wirtschaftswissenschaftler Sascha Armutat, der Politikwissenschaftler und Skandinavist Bernd Henningsen, der Historiker Reiner Pommerin und der Industriemanager Hartmut Mehdorn. Auch ausländische Kadetten zählen zu den Alumni wie der zum Air Chief Marshal der Royal Thai Air Force beförderte Apisit Chulamokha.